# Уголовно-процессуальное освидетельствование
Освидетельствование — следственное действие, призванное установить наличие либо отсутствие на теле человека особых отличительных примет, следов преступления либо телесных повреждений. Может быть произведено также с целью выявления состояния опьянения либо иных свойств и признаков, имеющих значение для уголовного дела. Производство освидетельствования возможно как на стадии предварительного расследования, так и в ходе судебного следствия и регламентировано статьями 179 и 290 Уголовно-процессуального кодекса РФ соответственно.

## Освидетельствование в предварительном расследовании
Освидетельствование как следственное действие не следует путать с осмотром и с "судебно-медицинским освидетельствованием" (последнее является устаревшим понятием, с 2007 г. проводится "судебно-медицинское обследование" потерпевших, обвиняемых и других лиц ).
Важность такого следственного действия подчеркивается тем, что законодатель допускает производство его и до возбуждения уголовного дела.
Фактическим основанием для освидетельствования являются содержащиеся в деле доказательства и иные данные (в том числе оперативно-розыскные), указывающие на возможность обнаружения на теле обвиняемого (подозреваемого, потерпевшего, свидетеля) следов преступления, телесных повреждений либо иных особых примет, способствующих его идентификации, а также выявления иных свойств и признаков, имеющих значение для дела (включая состояние алкогольного, наркотического и иного токсического опьянения).
Юридическим основанием для освидетельствования признается постановление компетентного лица (следователя, дознавателя, а также суда) о производстве освидетельствования.
Поиск объектов, целью которого является освидетельствование, может быть осуществлён исключительно на теле человека. В случае необходимости исследования полостей тела, а также установления аналогичных следов на одежде, личных вещах и документах вместо освидетельствования должен быть произведён личный обыск.
Освидетельствование направлено на обнаружение у лица таких особых примет, как: последствия ампутация, дефекты частей тела, увечья, повреждения, бородавки, родимые пятна, рубцы, шрамы, татуировки, проколы, особенности движения тела, облысение, гнёздная плешивость, асимметрия лица, разноцветность глаз, дефекты речи. 
При освидетельствовании могут быть выявлены такие следы преступления, как: телесные повреждения, пятна (остатки, частицы, микрочастицы) крови, мочи, кала, спермы, слюны, пороха и иных веществ и соединений. К телесным повреждениям, как правило, специалисты причисляют огнестрельные, ножевые и иные ранения, ушибы, синяки, ссадины, царапины, ожоги, обморожения, последствия поражения электрическим током, укусы, повреждения, нанесенные животными и насекомыми, повреждения травматического характера, повреждения здоровья, обусловленные воздействием на пострадавшего различных факторов, слезоточивыми и раздражающими веществами и соединениями.
В качестве иных признаков человека выделяются различные антропометрические данные, особенности внешнего облика человека, частей его тела, любые иные его приметы (возраст, форма и цвет лица, глаз, волос) и другие сведения, имеющие значение для уголовного дела.
Освидетельствование производится только в тех случаях, когда обнаружение указанных признаков и следов не требует производства судебной экспертизы.
Освидетельствование может быть произведено в отношении:
- обвиняемого, подозреваемого,
- потерпевшего, свидетеля.

Освидетельствование лиц, не обладающих указанным статусом, недопустимо. Освидетельствование потерпевшего, свидетеля может быть произведено только с его согласия, за исключением случаев, когда данное действие необходимо для проверки его показаний.
Если освидетельствование сопровождается обнажением, то его вправе произвести только следователь или дознаватель того же пола, что и освидетельствуемое лицо, либо врач. Фотографирование (видеосъемка, киносъемка) освидетельствования с обнажением допустимо только с согласия освидетельствуемого лица.
Освидетельствование не требует обязательного участия понятых, однако следователь вправе их пригласить (при освидетельствовании с обнажением понятые также должны быть одного пола с освидетельствуемым лицом).
Производство освидетельствования в ночное время допустимо лишь в случаях, не терпящих отлагательства.
Освидетельствование может выполняться для выявления состояния опьянения, при этом характер вероятного опьянения и его причины законодательно не урегулированы. Поскольку опъянение в широком смысле может быть вызвано алкоголем, спиртосодержащими веществами и жидкостями, лекарственными препаратами, наркотическими и психотропными, токсическими веществами, патологическими факторами, определить характер и степень опьянения в ряде случаев может лишь квалифицированный врач, для чего могут потребоваться специальные условия, препараты и оборудование. В то же время, если освидетельствование производится исключительно следователем, исходя из характера познавательной деятельности освидетельствования, в таких случаях применяется методика наблюдения и органолептический метод. 
Принудительное освидетельствование может быть произведено при отсутствии добровольного согласия лица на обследование его тела и при необходимости сопровождается подавлением сопротивления со стороны освидетельствуемого. При этом недопустимы действия, унижающие достоинство освидетельствуемого или создающих опасность для его жизни или здоровья.

## Порядок освидетельствования
1. Принятие решения об освидетельствовании, вынесение соответствующего постановления.
2. Вызов (приглашение) освидетельствуемого, а в необходимых случаях — врача, специалиста, понятых.
3. Разъяснение участникам освидетельствования их прав и обязанностей, а также порядка производства освидетельствования.
4. Осмотр тела освидетельствуемого, поиск следов преступления, особых примет, телесных повреждений или иных свойств и признаков, которые могут иметь значение для дела, выявление признаков, подтверждающих наличие или отсутствие состояния опьянения.
5. Измерение обнаруженных следов, примет и пр., фиксация результатов в протоколе освидетельствования.
6. Фотографирование, кино-, видеосъемка, составление планов, рисунков, схем.
7. Упаковка и опечатывание изъятого.
8. Удостоверение протокола освидетельствования.

## Освидетельствование в судебном следствии
В судебном заседании освидетельствование производится на основании определения (постановления) суда.
Освидетельствование лица, сопровождающееся его обнажением, производится в отдельном помещении врачом или иным специалистом, которым составляется и подписывается акт освидетельствования, после чего указанные лица возвращаются в зал судебного заседания. В присутствии сторон и освидетельствованного лица врач или иной специалист сообщает суду о следах и приметах на теле освидетельствованного, если они обнаружены, отвечает на вопросы сторон и судей. Акт освидетельствования приобщается к материалам уголовного дела.

## Защита прав, чести и достоинства освидетельствуемого лица
- Свидетель не может быть принудительно подвергнут освидетельствованию за исключением случаев, когда освидетельствование необходимо для оценки достоверности его показаний[4].
- Принудительное освидетельствование применяется лишь в крайних случаях, при осуществлении такового не допускается применение действий, унижающих достоинство человека или создающих опасность для его жизни и здоровья.
- Если освидетельствование связано с обнажением, его может проводить только следователь (дознаватель) того же пола либо врач[5]. Фото-, кино-, видеосъёмка при этом разрешена только с согласия освидетельствуемого лица[6].